# Schlachthof Sankt Marx
Der Schlachthof Sankt Marx im 3. Wiener Gemeindebezirk Landstraße war als größter Schlachthof von Wien bedeutend für die Fleischversorgung der Stadt. Bestimmt war er vor allem für die Schlachtung von Rindern sowie Jung- und Stechvieh, für die schon früh der Schlachthauszwang galt.

## Lage
Laut einem Stadtplan aus dem Jahr 1956 wurde er
- im Südosten in Höhe des denkmalgeschützten Viehmarktportals (Listeneintrag) des Zentralviehmarkts,
- im Nordosten auf Höhe der Paulusgasse,
- im Nordwesten von der Schlachthausgasse und
- im Südwesten von der Viehmarktgasse begrenzt.

## Geschichte
Geschlachtet wurde in Wien zunächst vor allem auf Brücken, die über den Donaukanal führten. Dort konnten Blut und Schlachtabfälle einfach entsorgt werden. Sankt Marx im Osten der Stadt wurde hauptsächlich deshalb als Standort für den städtischen Schlachthof gewählt, da die Rinder vor allem aus Ungarn herangetrieben und auf dem hier bestehenden Viehmarkt verkauft wurden.

### Monarchie
Das Schlachthaus in Sankt Marx war das erste und größte von zunächst fünf städtischen Schlachthäusern. Alle waren für die Schlachtung von Großvieh vorgesehen, für das im Gegensatz zu Schweinen und anderem Kleinvieh der Schlachthauszwang galt.
Erbaut wurde es zwischen 1846 und 1848, aber erst 1851 nach der Revolution von 1848/49 im Kaisertum Österreich in Betrieb genommen. Das rechteckige Bauwerk war 230 Meter lang und 176 Meter breit. Ab 1900 besaß es eine Kühlanlage mit insgesamt 2866 Quadratmetern auf zwei Geschoßen. Die Anlage stammte so wie die mechanische Einrichtung von der Prager Maschinenbau-Aktiengesellschaft vormals Ruston.
Ab 1867 wurden zwei zusätzliche Verwaltungsgebäude und sonstige Bauten errichtet. Nach 1870 wurde das Schlachthaus vom bisherigen „französischen Kammersystem“ auf das „deutsche Hallensystem“ umgebaut.
Obwohl der Schlachthof Sankt Marx offiziell nur der Schlachtung von Rindern diente, wurden ab 1896 in einem Raum in der 5. Abteilung auch Schweine geschlachtet. Mit der Eröffnung des Schweineschlachthofs 1910 wurde hier die Schweineschlachtung eingestellt.

### Erste Republik
1921 verfügte der Schlachthof Sankt Marx, der als erster der städtischen Schlachthöfe nach dem Ersten Weltkrieg modernisiert wurde, in vier Schlachthallen über
- 102 Stallabteilungen für 2278 Rinder
- 5 Schlachthallen mit 202 Schlachtständen,
- 42 Schlachtkammern mit 143 Schlachtständen mit einer Kapazität von 1380 Schlachtungen täglich.

In den späteren Jahren wurden weitere Erweiterungsbauten errichtet, darunter 1923 eine Kälberschlachthalle mit einer Darmwäscherei. Aus dieser Zeit stammt die Beschreibung des Schlachthauses durch Joseph Roth in einem Artikel für die Wiener Sonn- und Montagszeitung. Am 16. Juni 1924 wurde eine neu erbaute Stechvieh-Schlachthalle in Betrieb genommen. Gleichzeitig wurde damit in Wien der Schlachthofzwang für Stechvieh eingeführt.

### Zweite Republik
Im September 1967 wurde der zuständige Gemeinderatsausschuss für Wirtschaftsangelegenheiten von Stadtrat Pius Michael Prutscher über den Stand der Vorbereitungsarbeiten für einen neuen Schlachthof Sankt Marx informiert, für den mit den Detailplanungen begonnen wurde.
Da im Umland Wiens immer mehr neue Schlachthöfe entstanden beziehungsweise erweitert und modernisiert wurden und europäische Vergleiche zeigten, dass kommunale gegenüber privat geführten Schlachthöfen immer mehr Marktanteile verloren, sollten unter Mithilfe des dänischen Experten N. E. Wernberg sowohl eine Maximal- als auch eine erweiterungsfähige Minimalvariante erarbeitet werden.
Gründe für den geplanten Neubau waren
- die mangelhaften hygienischen Verhältnisse,
- die mangelhafte körperliche Sicherheit der Bediensteten,
- der Wunsch nach dem Erhalt der sogenannten EWG-Nummer, um Exportschlachtungen durchführen zu können,
- die Durchführung von Seuchenschlachtungen und
- die Bewältigung der Importschlachtungen.[9]

Am 12. November 1968 stellte der ÖVP-Politiker und Stadtrat Pius Michael Prutscher im Wiener Gemeinderat den Antrag, der Errichtung eines Schlacht- und Viehhofs sowie eines Fleischgroßmarktes auf dem Areal des Zentralviehmarkts Sankt Marx grundsätzlich zuzustimmen. Der Antrag wurde einstimmig angenommen.
Im März 1970 begannen die Bauarbeiten. Mitte Dezember 1969 wurde auf Antrag von Stadtrat Hubert Pfoch die Finanzierung der schlachttechnischen Ausstattung des Viehmarkts, des Fleischmarkts und des Kühlblocks genehmigt. Die Gleichenfeier für den Rohbau des Fleischmarkts fand Ende März 1970 statt. Im November 1974 wurde durch Stadtrat Hans Mayr die Schweineschlachtanlage mit der zugehörigen Kühlhausanlage und den Wartestallungen eröffnet. Die endgültige Eröffnung des Fleischzentrums Sankt Marx erfolgte im September 1975 durch Stadtrat Hubert Pfoch in Vertretung von Bürgermeister Leopold Gratz.
Für die Führung des neuen Fleischzentrums wurde von der Stadt Wien eigens eine neue Magistratsabteilung, die MA 55, geschaffen. Zum ersten Leiter der Magistratsabteilung 55 – Markt- und Schlachtbetrieb Sankt Marx wurde Walter Jurcik ernannt.
Um gegen den nach einem Zwischenhoch wieder laufenden Geschäftsrückgang anzukämpfen und auch wegen der Kosten für die nach rund 20 Betriebsjahren notwendig gewordene Generalsanierung wurde der Plan entwickelt, den Schlachthof neu zu errichten und diesen privat zu betreiben. Den Großteil der Kosten für den Neubau sollte die Stadt übernehmen, bedeutende freiwerdende Grundflächen sollten jedoch von der Stadt verkauft werden.
Als Betreiber für den neuen Schlachthof sollte die 1992 eigens gegründete „Wiener Schlachthof St. Marx Planungs-, Errichtungs- und Betriebsgesellschaft m.b.H.“ in Erscheinung treten. Dritteleigentümer der neuen Gesellschaft waren die
- "Wiener Fleischwirtschaftsholding GmbH.", ein Zusammenschluss der zukünftigen Mieter der Fleischhalle, die
- "Vieh und Fleisch Nord GmbH.", eine Tochtergesellschaft des Raiffeisenverbandes und die
- "Wiener Holding AG".

Vorgesehen war eine Bauzeit von rund 27 Monaten. Da die geplante Form der Finanzierung den EU-Richtlinien – Österreich trat am 1. Jänner 1995 der Europäischen Union bei – nicht entsprach, zerschlugen sich allerdings die Neubaupläne.
Der Rückgang an Schlachtungen im Schlachthof Sankt Marx und eine negative Einschätzung der weiteren wirtschaftlichen Entwicklung in betriebswirtschaftlichen und kommunalpolitischen Untersuchungen für den Schlachthof bewirkte 1997 dessen Schließung. Im Dezember 1997 wurden die letzten 50 Rinder geschlachtet, mit Ende des Jahres wurde der Schlachthof endgültig geschlossen. Für die rund 160 Bediensteten trat ein Sozialplan in Kraft.

### „Spätfolgen“
Erst vier Jahre nach der Schließung des Schlachthofs Sankt Marx wurde die aus dem Jahr 1994 stammende Verordnung über die tierärztlichen Untersuchungsgebühren mit der Veröffentlichung des Landesgesetzblattes 61/2001 aufgehoben.

## Beschreibung
Das von einem unbekannten Baumeister unter Mitwirkung des Unterkammer-Adjunkts Joseph Melnitzky errichtete und von Bürgermeister Ignaz Czapka geförderte alte Schlachthaus wurde hier als erste regelmäßig angelegte technisch-wirtschaftliche Anlage errichtet.
Die Anlage wurde um einen rechteckigen Hof symmetrisch zur Mittelachse errichtet. An der Viehmarktgasse befanden sich die gleich gestalteten Gebäude der Schlachthofverwaltung und die Untersuchungsstelle, getrennt von einem Gittertor.